# Chloriodmethan
Chloriodmethan ist eine chemische Verbindung aus der Gruppe der aliphatischen und gesättigten Halogenkohlenwasserstoffe bzw. der Dihalogenmethane.

## Gewinnung und Darstellung
Chloriodmethan kann durch Reaktion von Dichlormethan mit Natriumiodid in DMF gewonnen werden.

## Eigenschaften
Chloriodmethan ist eine gelbe Flüssigkeit. Sie kristallisiert im  orthorhombischen Kristallsystem mit der Raumgruppe Pnma (Raumgruppen-Nr. 62) und den Gitterkonstanten: a = 638,3, b = 670,6, c = 886,7 pm.

## Verwendung
Chloriodmethan wird als Synthesechemikalie verwendet.